# 日本バックギャモン協会
日本バックギャモン協会（にほんバックギャモンきょうかい、Japanese Backgammon Society）は、日本におけるバックギャモン普及のために設立された団体。略称はJBS。
主な活動内容は、各種トーナメントの開催・運営・動画配信、レーティング管理、世界選手権への代表派遣、通販SHOPの運営などを行っている。

## 沿革
1993年11月に発足。1995年1月に約20年の歴史をもつ日本バックギャモン協会を継承し、日本バックギャモン連盟が日本で唯一のパブリックな団体となった。下平憲治を中心として活動が開始された。
1997年2月1日より「日本バックギャモン協会(Japanese Backgammon League)」に改称した。
2021年3月に一般財団法人化され、英語表記をJapanese Backgammon League(略称JBL)からJapanese Backgammon Society(略称JBS)に改称した。代表理事にプロプレイヤーの望月正行、理事は来住野香子ほか7名、評議員はプロ棋士の片上大輔、ボードゲーム研究家の草場純、Bonanzaの開発者である保木邦仁らが務めている。
2023年2月現在の会員数は190名。

## タイトル戦
協会はタイトル戦を開催している。「日本選手権」、「王位戦」、「名人戦」、「盤聖戦」は20年以上の歴史がある。日本選手権、王位戦はイベント時に開催されるトーナメントのタイトルであり、他の２つは例会などをもちいてリーグ戦で争われる。
2018年からは「賽王戦」が開始された。全ての試合をオンラインサーバー上での対局を基本として実施される。トーナメントで行われる。
2021年、法人化に伴い「棋聖戦」の新設を発表。創設会員とトッププレイヤーのみ参加資格を持ち、ダブルスで行われる。初開催の日は2022年5月3日。
タイトル戦の選手のレベルは非常に高く、世界的にみてもトップレベルの試合が繰り広げられる。

## その他の大会
上記のタイトル戦の他に、地域ごとのオープン戦、25歳以下限定の「新鋭戦」や女性限定の「女王戦」がある。